# 東亜競技大会
東亜競技大会（とうあきょうぎたいかい、または興亜競技大会）とは、日中戦争以降の日本が中心となって開催した競技大会である。なおこの大会の前に行われた「交歓競技大会」についても述べる。

## 概要
そもそもの発端は、日本がその傀儡国家である満洲国を国際的に認知させる活動の一環として、極東選手権競技大会（現在の東アジア競技大会）に参加させようとしたことである。それを阻止しようとした中華民国とで対立した。
そこで極東選手権を解消し新たな大会開催が模索され、これに紀元二千六百年記念行事と1940年東京五輪開催地返上が絡み、東亜競技大会開催に至った。
戦前・戦中の日本がスポーツを政治（戦争）利用した具体例の一つ。なお行われた競技のほとんどで日本が優勝している。

## 大会一覧
| 大会名              | 時期                        | 開催都市  | 参加国                                                                                        | 備考                  |
| ------------------- | --------------------------- | --------- | --------------------------------------------------------------------------------------------- | --------------------- |
| 日満華 交歓競技大会 | 1939年8月31日 - 同年9月3日  | 新京      | - 大日本帝国 - 満洲国 - 中華民国臨時政府                                                      |                       |
| 東亜競技大会        | 1940年6月5日 - 同年6月9日   | 東京      | - 大日本帝国 - 満洲国 - 中華民国 - フィリピン・コモンウェルス - ハワイ準州 - 蒙古聯合自治政府 | 皇紀2600年記念        |
| 東亜競技大会        | 1940年6月13日 - 同年6月16日 | 奈良/兵庫 | - 大日本帝国 - 満洲国 - 中華民国 - フィリピン・コモンウェルス - ハワイ準州 - 蒙古聯合自治政府 | 皇紀2600年記念        |
| 東亜競技大会        | 1942年8月8日 - 同年8月11日  | 新京      | - 大日本帝国 - 満洲国 - 中華民国 - 蒙古聯合自治政府                                           | 満洲国 建国10周年記念 |

## 経緯

### 極東選手権競技大会の消滅

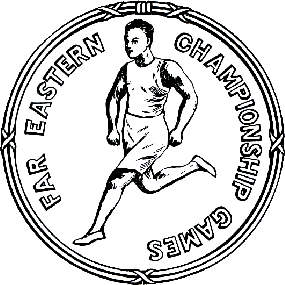
極東選手権競技大会ロゴ

東アジアには元々、フィリピン（当時はアメリカ合衆国植民地のフィリピン自治領）の体育連盟会長であったエルウッド・ブラウンが中心となって設立した"極東体育協会"が主催する「極東選手権競技大会」が開催されていた。参加国はフィリピン、日本、中華民国（以下略称を中国）、タイ王国の他にも東南アジアの植民地（イギリス領東インド（イギリス領マラヤ）・オランダ領東インド・フランス領インドシナ）もこれに加わった。うち第1回大会から全大会出場していたのはフィリピン・日本・中国だけであり、事実上3カ国で極東協会を運営していたが、新規参加国を入れるには加盟国すべての了承が必要と極東協会憲章で定められていた。
その状況の中、満洲を極東協会に加盟させようとした日本とそれを否定する中国とで対立することになり、結果1934年日本とフィリピンと2カ国間だけの決定により極東協会および選手権大会は消滅した。そこで日本とフィリピンは代わりに"東洋体育協会"を設立し、"東洋選手権競技大会"開催を画策し1938年第1回大会を東京で開催することを決めた。
ただ、この日本の一連の行動にはフィリピンや当の満洲でさえ引いてしまう。満洲については日本側の関係改善に向けた動きと大満洲国体育連盟への組織改編により正式に東洋協会に加盟する。当時アメリカの植民地だったフィリピンは「東洋の平和」を目指して東洋協会を作ったことから憤りを感じ、また1944年アメリカからの完全独立が確約されていたところへその時期が更に早まるようアメリカ政府と交渉の最中、国際的観点から見て問題のある東洋大会に絡むことは今後の交渉で不利になると考えた。一方で日本は、1940年東京五輪招致を目指しており、東洋協会の存在は五輪招致に不利に働くとして協会設立当初は積極的な活動後押しを行えなかった。なお中国には協会参加勧誘の動きはあったものの具体的にオファーは出していなかった。
1936年7月東京五輪が正式に決まった後も日本国内での東洋大会に対する各スポーツ団体の温度差や中国の東洋協会加盟拒否、フィリピンの第1回大会不参加表明など開催に向け進展しなかった。これに関連して満洲は東京五輪参加を要請したが日本側から政治的な問題に発展するとして却下されている。
そこへ、1937年7月日中戦争が勃発し、これらすべてが無となった。

### 五輪返上と交歓競技大会
1938年7月日本は1940年東京五輪開催権を返上する（詳細は当該リンク先参照）。そこで、大日本体育協会では新たな方向性を模索、この中で"日満華"、つまり日本・満洲・中華民国臨時政府（以下略称を中華）で競技大会を開く計画が建てられた。当時満洲および中華は、スポーツを占領政策の道具として有効活用できると肯定的に捉えており乗り気になったが、中華が全競技に参加できる編成を組めないため競技大会ではなく親睦を意味する"交歓競技会"あるいは"招待競技会"として開催されることになった。満洲の首都・新京での開催が決定、文教地区として開発していた新京南嶺地区"国立総合運動場"（あるいは南嶺競技場）に各種スポーツ専用競技場が急ピッチで作られた。
本来の開会式日は雨天となったため翌日の1939年9月1日から、新京で「日満華交歓競技大会」が開催される。大会を通じて雨による最悪なコンディションの中で行われた。
実施競技は陸上・バスケットボール・バレーボール・サッカーの4競技。日本で盛んだった水泳・野球・武道・体操などは実施されず、特に野球は満洲側が対戦を希望したが東京六大学野球連盟が参加を拒否したため実現しなかった。そのうち、バレーに関しては中華が参加せず日満の2チーム間での対戦、残り3競技は日満華の3チーム総当りとなった。
開催経緯からもわかる通り、日本に対して満洲・中華がどれだけ善戦できるかがこの大会の焦点ではあった。中でもハイライトはサッカーであった。元々華北地方はサッカーの盛んな土地で先の極東大会では中国が9連覇しそれを引き継ぐ中華も十分強く、満洲は国技がサッカーであり、日本は先のベルリン五輪で強豪チームを破るなど強化してきたが苦戦が予想された。結果日本が2戦2勝したが2戦とも試合は荒れ、日華戦では乱闘騒ぎも起こっている。バスケもバレーも日本が全勝した。陸上は中華が予想外に頑張ったものの最終成績は日本が1位、満洲が2位となった。
| 開幕日  | 会場               | 大会名                 |
| ------- | ------------------ | ---------------------- |
| 8月19日 | 京城               | 満鮮対抗競技大会       |
| 8月26日 | 大連               | 日本選手団歓迎競技大会 |
| 8月31日 | 日満華交歓競技大会 | 日満華交歓競技大会     |
| 9月5日  | 奉天               | 日満華奉天大会         |
| 9月9日  | 京城               | 鮮華対抗綜合競技大会   |

「五族協和」を建国理念とした満洲であったがこの大会では満洲族・朝鮮民族・白人がチームとして融和しておらず、満洲族の客が応援していたのは満洲ではなく中国人のみでチーム構成された中華だったことなど、この大会を政治的に利用したにもかかわらず現実を浮かび上がらせる結果となった。また、この大会の前後に満洲・中華に加え朝鮮（日本統治時代の朝鮮）が招致した大会も開かれており、選手側から見ればこの大会は一連の競技大会の一部に過ぎなかった。
なお第2回大会を日本で開催しようとしたが、資金不足に加え政府の協力がなかったため開催できなかった。

### 東亜競技大会開催へ
1939年11月東洋体育協会を解消し、新たに日本・満洲・フィリピン（フィリピン・コモンウェルス）・中華民国（汪兆銘政権）・タイ王国・ビルマ（イギリス統治下のビルマ）で"大東亜体育協会"を設立する。そして、東京五輪の代わりの大会として、更に紀元二千六百年記念行事として、1940年6月に日本で「東亜（あるいは興亜）競技大会」開催が決定した。日本は「東亜スポーツ体制の新たな位置づけ」と銘打っている。資料によってはこの大会は日満華交歓競技大会の発展型、つまり第1回東亜競技大会は事実上第2回交歓競技大会であると結論づけているものもある。
日本で国際的な競技大会が開かれるのは第9回極東選手権競技大会以来、10年ぶりのことであった。ただ都合2回開かれたこの大会に参加したすべての国のうち、満洲・中国（汪兆銘政権）・モンゴル（蒙古聯合自治政府）は日本と結び付きが強く、フィリピン・ハワイは事実上アメリカ自治領だったがハワイにおける日本人移民が参加した、という側面がある。
日本国内メディアも扱いは様々で、例えば日本映画社撮影の国策映画「日本ニュース」（右下の動画）に取り上げられる一方で、朝日新聞社発行『運動年鑑』（#参考資料参照）では全大会の記録は明治神宮競技大会の後に記載されている。

## 紀元二千六百年奉祝東亜競技大会

### 概略
参加国は日本、満洲、フィリピン、中国、ハワイ、モンゴルの6つ。当初はタイも参加する予定となっていた。参加選手数は合計で700人強。日本に住む外国人（満洲・朝鮮・中国系ではない）も"在留外人"枠としていくつかの競技に参加している。
1940年6月5日から9日までの5日間で明治神宮外苑をメイン会場として「東京大会」が、同年6月13日から16日までの4日間橿原神宮外苑と甲子園を主な会場として「関西大会」が開かれた。なお東京五輪用に整備されていた競技場も利用された。成績は、東京大会と関西大会のトータルで争われた。
開会式・閉会式は紀元二千六百年記念行事総裁であった秩父宮雍仁親王出席のもと行われている。
記録映画が東宝により製作され、『東亜体育祭』のタイトルで公開された。広告では「これは日本で作られた『民族の祭典』だ」というキャッチフレーズが使われた。

### 実施競技と日程
以下、『東亜競技大会東京大会日程一覧表』および『運動年鑑. 昭和16年度』より。なお公演競技は除く。関西大会の野球およびテニス競技は雨のため途中中止となったが、この表では当初予定日程のもので記載している。
| ● | 開会式 |  | 大会日 | ● | 閉会式 |

|                  | 東京大会 | 東京大会 | 東京大会 | 東京大会 | 東京大会 |  | 関西大会 | 関西大会 | 関西大会 | 関西大会 |
| 日付             | 5 水     | 6 木     | 7 金     | 8 土     | 9 日     |  | 13 木    | 14 金    | 15 土    | 16 日    |
| ---------------- | -------- | -------- | -------- | -------- | -------- |  | -------- | -------- | -------- | -------- |
| 自転車           |          |          |          |          |          |  |          |          |          |          |
| バスケットボール |          |          |          |          |          |  |          |          |          |          |
| 陸上競技         |          |          |          |          |          |  |          |          |          |          |
| バレーボール     |          |          |          |          |          |  |          |          |          |          |
| 野球             |          |          |          |          |          |  |          |          |          |          |
| テニス           |          |          |          |          |          |  |          |          |          |          |
| 卓球             |          |          |          |          |          |  |          |          |          |          |
| サッカー         |          |          |          |          |          |  |          |          |          |          |
| ヨット           |          |          |          |          |          |  |          |          |          |          |
| レスリング       |          |          |          |          |          |  |          |          |          |          |
| ボクシング       |          |          |          |          |          |  |          |          |          |          |
| ラグビー         |          |          |          |          |          |  |          |          |          |          |
| ソフトテニス     |          |          |          |          |          |  |          |          |          |          |
| ホッケー         |          |          |          |          |          |  |          |          |          |          |
| ハンドボール     |          |          |          |          |          |  |          |          |          |          |
| 馬術             |          |          |          |          |          |  |          |          |          |          |
| 競泳             |          |          |          |          |          |  |          |          |          |          |
| 開会式・閉会式   | ●        |          |          |          | ●        |  | ●        |          |          | ●        |

### 会場
東京大会
- 明治神宮外苑
  - 明治神宮外苑競技場 - 開会式、閉会式、公演競技、陸上競技、自転車（トラック）、サッカー、ラグビー、ホッケー
  - 明治神宮外苑相撲場 - バスケ、バレー、
  - 明治神宮野球場 - 野球
  - 日本青年館 - レスリング
- 田園コート - テニス
- 大宮競輪場 - 自転車（トラック）
- 神田共立講堂 - 卓球
- 日比谷公園 - ソフトテニス
- 横浜～小湊 - ヨット
- 片瀬～大磯～小田原 - 自転車（ロード）

関西大会
- 橿原
  - 橿原神宮外苑野外公堂 - 開会式、閉会式、ソフトテニス、バスケ
  - 橿原競技場 - 陸上競技、ハンドボール、バレー
  - 建国会館 - 卓球
- 甲子園
  - 甲子園 - 自転車
  - 甲子園国際クラブ - テニス
  - 甲子園球場 - 野球
  - 南甲子園 - サッカー
  - 甲子園浜 - ヨット
- 花園競技場 - ラグビー、ホッケー
- 真田山公園 - 競泳、馬術

## 満洲国建国十周年慶祝東亜競技大会

### 概略

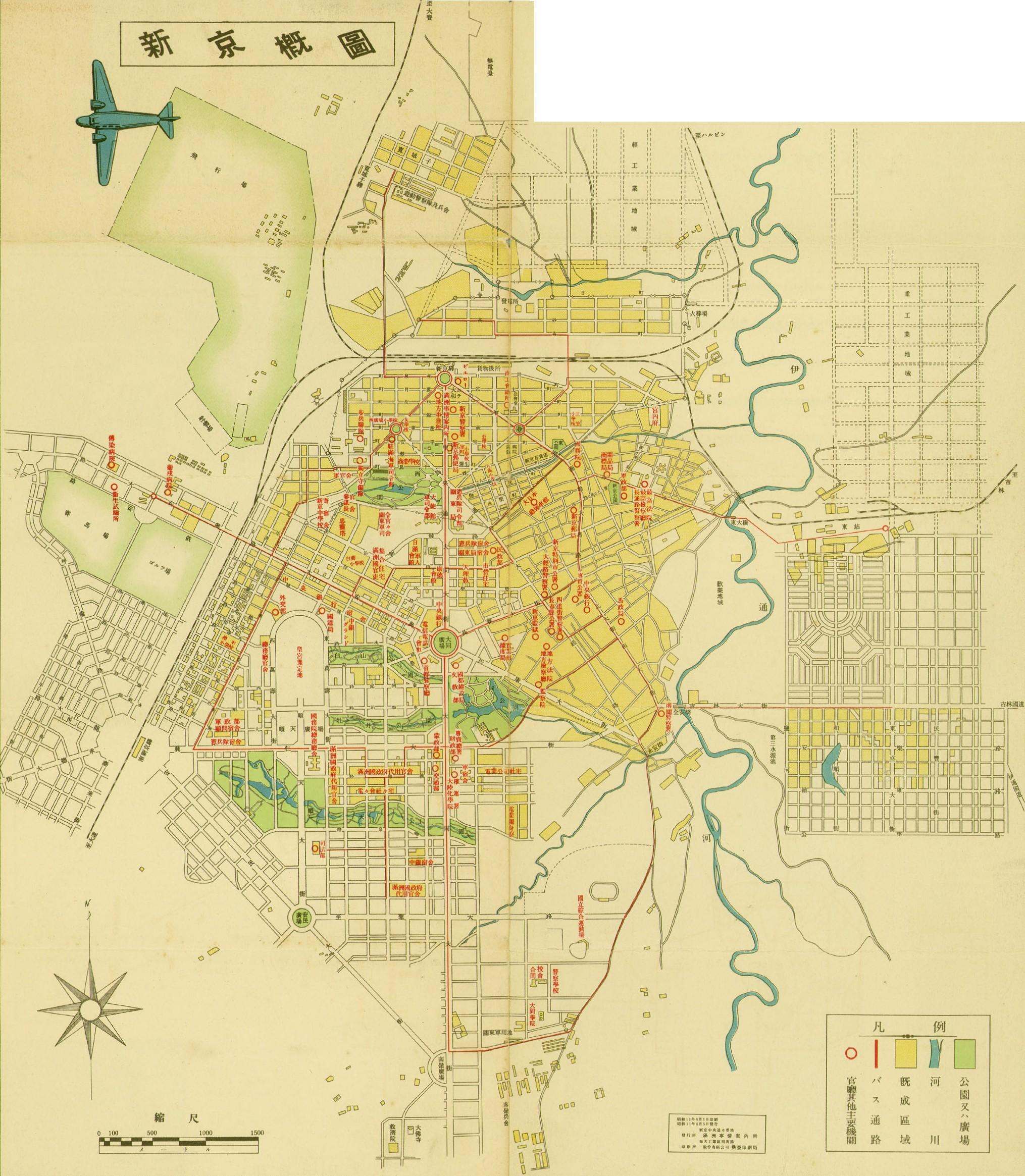
1936年新京の地図。下方に南嶺地区があり「国立総合運動場」として開発途中なのがわかる。中央やや上の「西公園」が後の児玉公園で東亜競技大会冬季大会会場である。

満洲建国10周年記念として、満洲の首都・新京の国立総合運動場で開催された。参加国は、満州国からは402名，日本から94名，中華民国から31名，蒙疆から８名，泰国から３名が参加し，盟邦使節として駐満ドイツ公使代理のドイツ人１名も大会に招かれた。1942年8月8日から11日までの4日間で参加選手数は680人ほど。なお日本サッカー協会が公開する資料で同年8月16日日本代表対朝鮮代表（京城）が試合をしているものがあることから、朝鮮代表も東亜競技大会に参加していると一部で思われているが間違いである。この大会は過去の大会と比べ、満洲勢の活躍（ただし、日本人選手）が目立つようになった。
この大会の特徴は、参加国は日本と満洲のみだったため参考扱いではあるが、冬季大会として冬のスポーツも行われた点である。氷上競技が1943年2月7日・8日で参加選手数70人あまり。スキー競技が同年2月20日・21日。ちなみにスキー競技は関東軍冬季訓練大会と兼ねたものになった。
開会式は康徳帝出席のもとで行われた。なおこの大会は太平洋戦争勃発後に開かれた大会である。

### 演技
| 演技種目名                   | 演技者                             | 人数   |
| ---------------------------- | ---------------------------------- | ------ |
| 建国杖                       | 奉天省立男子中等学校協和青年団合同 | 1000名 |
| 体育舞踊 「厚生運動歌」      | 職場女子青年団合同                 | 500名  |
| 満州在満国民学校体操         | 在満国民学校協和少青年団合同       | 1000名 |
| 体育舞踊「建国十周年慶祝歌」 | 朝日高等女学協和女子青年団         | 1000名 |
| 満州建国体操                 | 協和会職場分会合同                 | 1000名 |
| 満鉄「社員会体操」           | 満鉄社員                           | 800名  |
| 自転車訓練                   | 第二，第八国民高等学校協和青年団   | 100名  |
| 大日本女子青年体操           | 女子商業学校協和女子青年団         | 300名  |
| 満州「産業体操」             | 協和会職場分会合同                 | 1000名 |
| 舞踊「奉天市歌」             | 第一女子国民高等学校協和女子青年団 | 1000名 |
| 奉仕団訓練                   | 第四国民高等学校協和青年団         | 500名  |
| 大日本青年体操               | 奉天第二中学校協和青年団           | 1000名 |
| 鉄道作業訓練                 | 協和義勇奉公隊愛路隊               | 200名  |

### 実施競技
以下、『運動年鑑. 昭和18年度』および『満洲新聞縮刷版』より。公演競技は除く。なお柔道・剣道・合気道・銃剣道・相撲・弓道は、厳密には『建国十周年奉祝日満交驩武道大会』という形で開催している。

#### 夏季
| ● | 開会式 |  | 大会日 | ● | 閉会式 |

|                  | 1942年8月 | 1942年8月 | 1942年8月 | 1942年8月 |
| 日付             | 8 土      | 9 日      | 10 月     | 11 火     |
| ---------------- | --------- | --------- | --------- | --------- |
| サッカー         |           |           |           |           |
| 卓球             |           |           |           |           |
| バスケットボール |           |           |           |           |
| バレーボール     |           |           |           |           |
| 野球             |           |           |           |           |
| 軟式野球         |           |           |           |           |
| テニス           |           |           |           |           |
| ソフトテニス     |           |           |           |           |
| 陸上競技         |           |           |           |           |
| 自転車           |           |           |           |           |
| 体操競技         |           |           |           |           |
| 競泳             |           |           |           |           |
| 水球             |           |           |           |           |
| 馬術             |           |           |           |           |
| ラグビー         |           |           |           |           |
| 柔道             |           |           |           |           |
| 剣道             |           |           |           |           |
| 合気道           |           |           |           |           |
| 銃剣道           |           |           |           |           |
| 相撲             |           |           |           |           |
| 弓道             |           |           |           |           |
| 開会式・閉会式   | ●         |           |           | ●         |

#### 冬季
- 氷上競技
  -  スピードスケート
  -  フィギュアスケート
  -  アイスホッケー
- スキー競技
  -  アルペンスキー
  -  ノルディックスキー
  -  スキージャンプ
  - リレー
  - 軍
    - 斥候競走
    - 伝令競走
    - 部隊機動競走
    - 軍隊長距離競走

### 会場
夏季
- 国立総合運動場（南嶺競技場）

冬季
- 新京児玉公園氷滑場 - 氷上競技
- 通化南山スキー場 - スキー競技

## 関連情報
映画（ニュース映像込）
- 『日満華競技大会』 : 監督石野誠三、撮影大森伊八、満洲映画協会、1939年[43]
- 『日本ニュース 第1号』 : 日本ニュース映画社、1940年6月

書籍
- 『東亜競技大会番組』大日本体育協会、1941年
- 『東亜競技大会関西大会番組』東亜競技関西大会事務所、1941年

## 参考資料
- “東亜競技大会の開催”.   国立公文書館. 2013年9月25日閲覧。
- 朝日新聞社体力部 (1941年). “運動年鑑. 昭和16年度”.   国立国会図書館. 2013年9月25日閲覧。
- 朝日新聞社体力部 (1943年). “運動年鑑. 昭和18年度”.   国立国会図書館. 2013年9月25日閲覧。
- 朝日新聞社体力部 (1940年). “運動年鑑. 昭和15年度”.   国立国会図書館. 2013年9月25日閲覧。
- 『満洲新聞縮刷版』 康徳9年（昭和17年）8月号、満洲新聞社、1942年。 NCID AA12382238。国立国会図書館書誌ID:000000057481。
- 高嶋航「戦時下の平和の祭典 - 幻の東京オリンピックと極東スポーツ界 -」『京都大學文學部研究紀要』第49巻、京都大學大學院文學研究科・文學部、2010年3月、25-72頁、CRID 1050282677088722688、hdl:2433/108392、ISSN 0452-9774、2023年9月11日閲覧。
- 入江克己「近代日本における植民地体育政策の研究（第3報） : 帝政への移行と日満ファシズム体育体制の強化」『鳥取大学教育学部研究報告. 教育科学』第36巻第2号、鳥取大学教育学部、1994年12月、287-308頁、CRID 1050859779481902336、ISSN 0287-8011、2023年9月11日閲覧。
- 笹島恒輔「旧満州国の体育とスポーツ」『体育研究所紀要』第5巻第1号、慶應義塾大学体育研究所、1965年9月、7-26頁、CRID 1050282813923425536、ISSN 0286-6951、2023年9月11日閲覧。